# Guillaume Henry
Ne pas confondre Guillaume Henry (styliste)
 (juin 2010).
Si vous disposez d'ouvrages ou d'articles de référence ou si vous connaissez des sites web de qualité traitant du thème abordé ici, merci de compléter l'article en donnant les références utiles à sa vérifiabilité et en les liant à la section « Notes et références ».
Guillaume Henry, né le 5 janvier 1969 dans le 8e arrondissement de Paris, est un écrivain, historien du cheval et de l’équitation, éditeur et instructeur d’équitation.

## Biographie
Instructeur d'équitation formé à Saumur, il dirige des centres équestres. En 2000, il rejoint le secteur de l’édition, en dirigeant le nouveau département dédié aux ouvrages relatifs à l'équitation des éditions Belin. Après 17 ans en tant que directeur éditorial, il devient directeur du développement des revues Cheval Magazine, Cheval Pratique, Secrets de coach. Entre 2020 et 2023, il est directeur de publication des Editions de l'Esplanade. Il est rédacteur en chef du magazine VMF, sur la patrimoine, l'architecture et les jardins. Depuis 2023, il est directeur des éditions France Agricole et anime, en parallèle, des formations explorant l’histoire du cheval et de l’équitation, les enjeux du monde d’aujourd’hui, et les devenirs possibles du monde du cheval.

## Création de prix littéraires
Il crée l’Association pour le Développement de la Culture Équestre en 1989, puis l’Académie Pégase (académie littéraire), qu'il préside, afin de remettre, chaque année, trois prix littéraires :
- le Prix Pégase, destiné à récompenser les études sur le cheval et l’équitation, qui contribue à une large diffusion de la culture équestre.
- le Prix Cadre noir, destiné à récompenser une étude ou un travail universitaire publié.
- Le Prix Pégase des Lycéens. Co-créé par l’Académie Pégase et le Ministère de l’Agriculture, il est co-organisé avec l’IFCE. Il permet à des jeunes de l’enseignement agricole technique, en filière hippique, de découvrir des ouvrages sur le monde équin et les pratiques équestres.

Il est aussi:
- Président de la Mission française pour la Culture Équestre, de 2019 à 2020, association chargée de suivre le dossier de l'équitation française auprès de l'Unesco et de promouvoir cet art de vivre aux plans national et international. Vice Président depuis 2020.
- Membre du Conseil d'Administration de la Ligue française pour la protection du cheval (1987 – 1992) et directeur de rédaction du Bulletin de la LFPC (1987- 1988).
- Membre du Conseil Consultatif de l'Œuvre d'Assistance aux Bêtes d'Abattoir (1988 – 1992).
- Membre du comité directeur des Amis du Cadre noir, de 2010 à 2013[7].

## Œuvres

### Essai
- 2017 : L’équitation française. Une histoire qui perdure, Belin.

### Romans
- 2014 : Les chevaux du vide, Editions du Rocher.

- 2020 : Le silence des chartreux, Edition IGB (thriller).
- 2024 : Le monstre de la Falaise verte, KDP (Roman jeunesse à partir de 10 ans, collection « Méga Frousse »)
- 2024 : Le cimetière oublié, KDP (Roman jeunesse à partir de 10 ans, collection « Méga Frousse »)
- 2024 : Le sang des amazones, MVO Éditions (Héroic Fantasy)

### Beaux livres
- 2008 : Les hauts lieux de l’art équestre, en collaboration avec Alain Laurioux, Editions Belin.
- 2012 : Le Cadre noir de Saumur, des origines à nos jours, en collaboration avec Alain Laurioux, Editions Belin.
- 2014 : Une histoire de l'équitation de tradition française, en collaboration avec Marine Oussedik, Editions Belin.
- 2014 : Le Cadre noir, en collaboration avec Alain Laurioux, Editions Belin.
- 2014 : Les sauts d'école, en collaboration avec Alain Laurioux, Editions Belin.
- 2014 : L'art du Manège, en collaboration avec Alain Laurioux, Editions Belin.
- 2023 : François Baucher, l'homme, la méthode, en collaboration avec Marine Oussedik, Editions Vigot.

### Ouvrages techniques
- 1996 : L’usage des mains, Editions Crépin Leblond (ré-édité par les Editions Belin, 2011).
- 1996 : L’usage des jambes, Editions Crépin Leblond (ré-édité par les Editions Belin, 2011).
- 1996 : Les assouplissements du cheval, Editions Crépin Leblond (ré-édité par les Editions Belin, 2011).
- 1997 : Placer son cheval, Editions Crépin Leblond (ré-édité par les Editions Belin, 2011).
- 1998 : Le travail au galop et le changement de pied, Editions Crépin Leblond (ré-édité par les Editions Belin, 2012).
- 1998 : L’assiette, Editions Crépin Leblond (ré-édité par les Editions Belin, 2011, sous le titre Assiette et position).
- 1998 : Initiez- vous au travail à pied et à la longe, Editions Crépin Leblond.
- 1999 : Le travail au pas et au trot, Editions Crépin Leblond (ré-édité par les Editions Belin, 2012).
- 2001 : Cadence et amplitude, Editions Crépin Leblond (ré-édité par les Editions Belin, 2012).
- 2004 : Robes, marques en tête et aux membres : comment identifier et protéger votre cheval?, Editions Belin.
- 2004 : La bouche et les dents : comment en prendre soin et choisir son embouchure?, Editions Belin.
- 2004 : Pieds et membres : quels sont les soins avant et après le travail?, Editions Belin.
- 2004 : Nattage, toilettage, pansage : comment faire pour qu’il soit bien?, Editions Belin.
- 2004 : Réussir ses Galops 1 à 4, avec la collaboration de Marine Oussedik, Editions Belin (ré-édité avec mises à jour, 2012/Belin - ré-édité avec mises à jour, 2019/Editions Vigot).
- 2004 : Galops 1 à 4, exercices, avec la collaboration de Marine Oussedik, Editions Belin (ré-édité avec mises à jour, 2019/Editions Vigot).
- 2005 : Réussir ses Galops 5 à 7, avec la collaboration de Marine Oussedik, Editions Belin (ré-édité avec mises à jour, 2013/Belin - ré-édité avec mises à jour, 2019/Editions Vigot).
- 2005 : Galops 5 à 7, exercices, avec la collaboration de Marine Oussedik, Editions Belin (ré-édité avec mises à jour, 2018/Belin).
- 2010 : Tout pour réussir ses Galops 1 à 4, avec la collaboration de Marine Oussedik, Editions Belin.
- 2015 : Encyclopédie Junior du cheval et de l'équitation, avec la collaboration de Marine Oussedik et Alain Laurioux, Editions Belin/Humensis (ré-édité avec mises à jour, 2020/Editions Vigot).
- 2017 : Encyclopédie du cheval et de l'équitation, avec la collaboration de Marine Oussedik et Alain Laurioux, Editions Belin/Humensis (ré-édité avec mises à jour, 2020/Editions Vigot).

Auteur de différents articles techniques, fiches et dossiers, depuis 1987, dans les revues Historia, Cheval Magazine (France), Cheval Santé (France), Equus (revue d’art), L’Equitation (Revue de l’Ecole Nationale d’Equitation), Cheval Harmonie (Suisse), Cheval Evasion (Belgique), etc.

### Télévision
- 2015 : Splendeur Andalouse, documentaire réalisé par Aleksandar Dzerdz, coécrit par Marie-Christine Carfantan, Equidia (la chaîne du cheval).
- 2014-2015 : Le bon geste équestre, série technique de 16 modules de 6 min, Equidia (la chaîne du cheval).

## Distinctions
- Chevalier de l'Ordre des Arts et des Lettres[8]
- Chevalier de l’Ordre du Mérite Agricole[2]